# أودري بينيت
أودري بينيت (بالإنجليزية: Audrey Banfield) هي واثبة عالي بريطانية، ولدت في 1 أبريل 1936.

## وصلات خارجية
- أودري بينيت على موقع أوليمبيديا (الإنجليزية)
- أودري بينيت على موقع اللجنة الأولمبية البريطانية (الإنجليزية)
- أودري بينيت على موقع اتحاد ألعاب الكومنولث (مؤرشف) (الإنجليزية)